# Kolovai (Distrikt)
Kolovai (tongaisch für Wasserdorf; mitunter auch als Hihifo Westen bezeichnet) ist einer der sieben Distrikte der Division Tongatapu im Königreich Tonga im Pazifik.

## Geographie
Der Distrikt ist der nordwestlichste Distrikt des Tongatapu-Atolls und erstreckt sich von Fahefa Beach an der Südküste nach Norden bis zum Niu ʻAunofo Point im Norden. Auch die Inseln ʻAtatā und Toketoke gehören zum Distrikt. Der Distrikt grenzt im Süden an den Distrikt Nukunuku.

## Bevölkerung
Zum Distrikt gehören mehrere Siedlungen:
| Dorf         | Einwohner (2021) |
| ------------ | ---------------- |
| Kolovai      | 555              |
| Teʻekiu      | 643              |
| Masilamea    | 284              |
| Fahefa       | 493              |
| Haʻutu       | 219              |
| Kalaʻauʻ     | 154              |
| Foʻui        | 624              |
| Haʻavakatolo | 214              |
| ʻAhau        | 406              |
| Kanokupolu   | 357              |
| Haʻatafu     | 228              |
| ʻAtatā       | 124              |